# Hanna Barvinok
Hanna Barvinok, další pseudonym Nečuj-Viter, ukrajinsky Нечуй-Вітер, pravým jménem Oleksandra Mikhajlivna Bilozerska-Kulišová (ukrajinsky Олекса́ндра Михай́лівна Білозе́рська-Кулі́ш) (23. dubnajul./ 5. května 1828greg., Borzna nebo Motronivka, nyní součást obce Olenivka (Nižynský rajón) – 25. květnajul./ 7. června 1911greg., Motronivka) byla ukrajinská spisovatelka, folkloristka, memoáristka a strážkyně literárního dědictví Pantelejmona Kuliše.

## Život
Otec byl okresní maršálek, jeden z nejvzdělanějších lidí v oblasti. Byla sestrou novináře Vasila a folkloristy a etnografa Mykoly Bilozerských. Její sestra Ljubov byla múzou Viktora Zabyly (provdala se za statkáře Ivana Bogoljubceva).
Žili v Borzně, ale v té době byly v tomto městě časté požáry a vyhořel jim dům, takže se velká rodina přestěhovala na nedaleký statek Motronivka.
Studovala na soukromých internátních školách. V 15 letech potkala 24letého Pantelejmona Kuliše. Udržovala přátelské kontakty s Tarasem Ševčenkem, který byl Kulišům na svatbě, zanechala na něj vzpomínky.
Po rozpuštění Cyrilometodějské společnosti a zatčení manžela porodila mrtvé dítě a další děti neměla. Odešla do Tuly za svým manželem do exilu. Od roku 1854 žili v Petrohradě.
V roce 1883 se manželé Kulišovi usadili v Motronivce. Když shořel rukopis ukrajinského překladu Bible, na kterém muž pracoval 25 let, přemluvila ho, aby začal pracovat znovu. Podílela se na rozvoji filozofie, založené na ukrajinské státnosti.
Po manželově smrti prodala panství v Motronivce, aby vydala jeho tvůrčí odkaz. Jejím úsilím byla vydána dosud nejúplnější sbírka jeho děl.
Byla pohřbena vedle svého manžela v Motronivce.

## Literární činnost
Příběhy z lidového života začala psát pod pseudonymem Hanna Barvinok v roce 1847 ve Varšavě během své svatební cesty. Její díla byla také publikována pod pseudonymem Nečuj-Viter, ukrajinsky Нечуй-Вітер.
Její pozornost se zaměřila na ženské problémy v rodinných a domácích vztazích – rodinná despotie („Domácí katastrofa“, 1861), neradostná existence s manželem opilcem („Bída žen“, 1887), drama nuceného sňatku („Otcova chyba“, 1902). Spisovatelka také vytvořila postavy žen silné vůle ("Peremogla", 1887; "Mladý boj", 1902). Spisovatelčin jazyk je pestrý a nápaditý, posetý lidovými příslovími. Zvláště barevné příběhy jsou "Mořská panna", "Květina se slzami, slzy s květinami", "Bída není bez dobra", "Podzimní léto". S využitím černigovského a poltavského dialektu, znalostí vesnických zvyků a folklóru vytvořila drama „Mateřská pomsta“.

V roce 1887 vyšly ve Lvově dvě povídky Hanny Barvinok v prvním feministickém almanachu Ukrajiny „První věnec“, který vydaly Natalija Kobrynska a Olena Pčilka: „Vyhrála jsem. (Příběhy z úst lidu)“, s. 25-56, a "Utrpení žen (Příběhy z úst lidu)", s. 367—873.

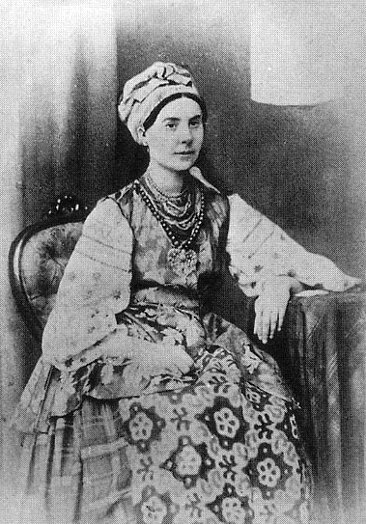
Hanna Barvinok, v roce 1847
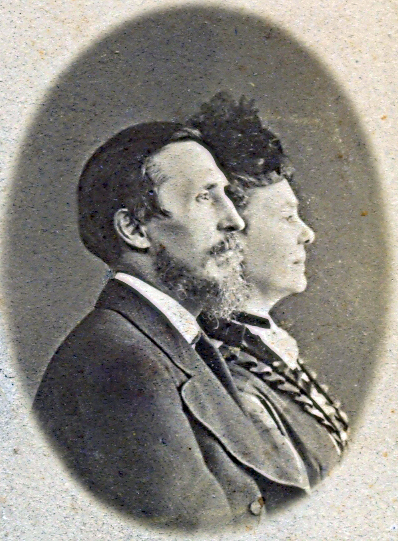
Hanna Barvinok, s manželem P.Kulišem, v roce 1877